# Perrier's Bounty
Perrier's Bounty è un film del 2009 diretto da Ian Fitzgibbon.
Il film racconta la disperata fuga di tre criminali da strapazzo che rischiano di essere barbaramente trucidati da un gangster di nome Perrier.

## Distribuzione
Il film è stato presentato al Toronto International Film Festival l'11 settembre 2009. In Irlanda e nel Regno Unito è stato distribuito nelle sale il 26 marzo 2010.